# Dirty Days
"Dirty Days" är en sång av det svenska indiebandet Bad Cash Quartet, från 2003. Låten finns med som andra låt på gruppens tredje studioalbum Midnight Prayer (2003) men utgavs också som singel samma år.

## Låtlista
1. "Dirty Days" - 3:00
2. "What Are You Waiting For" - 3:21

## Listplaceringar
| Lista (2003) | Topplacering |
| ------------ | ------------ |
| Sverige      | 13           |

### Fotnoter
1. ↑  ”Midnight Prayer”. Discogs.com. http://www.discogs.com/Bad-Cash-Quartet-Midnight-Prayer/master/289876. Läst 16 juni 2012.
2. ↑  ”Dirty Days”. Discogs.com. http://www.discogs.com/Bad-Cash-Quartet-Dirty-Days/release/1991231. Läst 16 juni 2012.
3. ↑  Placeringar på den svenska singellistan